# Ajmal Ameer
Ajmal Ameer, né le 2 mars 1985, est un acteur de cinéma et médecin indien, qui travaille dans les industries cinématographiques malayalam, tamoule et télougou. Il est connu pour son rôle de Vasanthan dans le thriller d'action politique Ko (2011). Il a remporté deux Filmfare Awards South.

## Biographie
Ajmal est né à Aluva au Kerala le 2 mars 1985. Il a étudié la médecine à la National Pirogov Memorial Médical Université à Vinnytsia, en Ukraine, et avait des plans pour ouvrir un hôpital à l'avenir. Ajmal a un frère, Askar.
Ajmal est marié à Renju et ils ont un fils, Aalin Zeyyen.

## Carrière
Le premier film de Ajamal était Pranayakalam. Cela a été suivi par le film tamoul Anjathe, réalisé par Myshkin, dans lequel il a joué un jeune homme en colère. Le film est devenu un succès critique et commercial, Ajmal recevant plusieurs prix pour sa performance. Il a ensuite joué dans le film malayalam Madambi aux côtés de Mohanlal. Il reste son seul succès en malayalam. Il a également joué dans une production internationale De Nova, qui est passée inaperçue. Le personnage anti-héros, Vasanthan Perumal, qu'il a incarné dans le film tamoul de 2011 Ko lui a valu beaucoup d'appréciation. Basé sur un sondage en ligne réalisé par The Times of India, Ajmal a remporté le Chennai Time's Film Award du meilleur acteur dans un rôle négatif masculin. En 2013, il a joué un directeur de la photographie indépendant dans le thriller à suspense Bangles.
Il a également joué dans le film Telugu Prabhajanam dans lequel il a joué le rôle du ministre en chef de l'Andhra Pradesh. Il a également réalisé deux autres films Télougou Tanu Monne Vellipoyindi et Chaitanyam.

## Filmographie
| An   | Film                          | Rôle                       | Langue    | Remarques                                                  |
| ---- | ----------------------------- | -------------------------- | --------- | ---------------------------------------------------------- |
| 2007 | Pranayakalam                  | Renjith                    | Malayalam | Premier film                                               |
| 2008 | Anjathe                       | Kirubakaran (Kiruba)       | Tamoul    | Lauréat - Filmfare Award for Best Supporting Actor – Tamil |
| 2008 | D-17                          | Ajmal                      | Malayalam |                                                            |
| 2008 | Madambi                       | Ramakrishnan Pillai        | Malayalam |                                                            |
| 2009 | TN 07 AL 4777                 | Gautham Iyengar            | Tamoul    |                                                            |
| 2009 | Thiru Thiru Thuru Thuru       | Arjun                      | Tamoul    |                                                            |
| 2010 | De Nova                       | Khaild                     | Malayalam |                                                            |
| 2011 | Ko                            | Vasanthan Perumal          | Tamoul    | Lauréat - Filmfare Award for Best Supporting Actor – Tamil |
| 2011 | Jokers chanceux               | Vishal                     | Malayalam |                                                            |
| 2012 | Rachcha                       | James                      | Télougou  |                                                            |
| 2012 | Arike                         | Sanjay Shenoy              | Malayalam |                                                            |
| 2013 | Karuppampatti                 | Kothai Cocopardo / Manohar | Tamoul    |                                                            |
| 2013 | Mazhaneerthullikal            | Padmanabhan                | Malayalam |                                                            |
| 2013 | Bracelets                     | Vivek                      | Malayalam |                                                            |
| 2014 | Prabhanjanam                  | Chaitanya                  | Télougou  |                                                            |
| 2014 | Vetri Selvan                  | Vetri Selvan               | Tamoul    |                                                            |
| 2015 | Loham                         | Azhagan Perumaal           | Malayalam |                                                            |
| 2015 | Deux pays                     | Ullas Kumaran              | Malayalam |                                                            |
| 2015 | Ben                           | Prêtre                     | Malayalam | Apparition des invités                                     |
| 2016 | Vennello Hai Hai              | Susheel                    | Télougou  |                                                            |
| 2018 | Iravukku Aayiram Kangal       | Ganesh                     | Tamoul    |                                                            |
| 2019 | Chithiram Pesuthadi 2         | Vicky                      | Tamoul    |                                                            |
| 2019 | Devi 2                        | Rudhra                     | Tamoul    |                                                            |
| 2019 | Abhinetri 2                   | Rudhra                     | Télougou  |                                                            |
| 2019 | Amma Rajyam Lo Kadapa Biddalu | YS Jagan                   | Télougou  |                                                            |
| 2020 | Nungambakkam                  | Inspecteur Shankar         | Tamoul    |                                                            |
| 2021 | Netrikann                     | Dr. James Dinah            | Tamoul    |                                                            |
| 2021 | Kshanam                       | Arun Zakariya              | Malayalam | Tournage                                                   |

2024      Greatest Of All Time.  Ajay.                Tamoul

## Nominations
- 2008 : Nommé, Prix Vijay du meilleur premier acteur - Anjathe
- 2011 : Nommé, Prix Vijay du meilleur second rôle masculin - Ko